# Episodi di Gunsmoke (decima stagione)
La decima stagione della serie televisiva Gunsmoke è andata in onda negli Stati Uniti dal 26 settembre 1964 al 29 maggio 1965 sulla CBS.
| nº | Titolo originale        | Prima TV USA      | Titolo italiano | Prima TV Italia |
| -- | ----------------------- | ----------------- | --------------- | --------------- |
| 1  | Blue Heaven             | 26 settembre 1964 |                 |                 |
| 2  | Crooked Mile            | 3 ottobre 1964    |                 |                 |
| 3  | Old Man                 | 10 ottobre 1964   |                 |                 |
| 4  | The Violators           | 17 ottobre 1964   |                 |                 |
| 5  | Doctor's Wife           | 24 ottobre 1964   |                 |                 |
| 6  | Take Her, She's Cheap   | 31 ottobre 1964   |                 |                 |
| 7  | Help Me Kitty           | 7 novembre 1964   |                 |                 |
| 8  | Hung High               | 14 novembre 1964  |                 |                 |
| 9  | Jonah Hutchinson        | 21 novembre 1964  |                 |                 |
| 10 | Big Man, Big Target     | 28 novembre 1964  |                 |                 |
| 11 | Chicken                 | 5 dicembre 1964   |                 |                 |
| 12 | Innocence               | 12 dicembre 1964  |                 |                 |
| 13 | Aunt Thede              | 19 dicembre 1964  |                 |                 |
| 14 | Hammerhead              | 26 dicembre 1964  |                 |                 |
| 15 | Double Entry            | 2 gennaio 1965    |                 |                 |
| 16 | Run, Sheep, Run         | 9 gennaio 1965    |                 |                 |
| 17 | Deputy Festus           | 16 gennaio 1965   |                 |                 |
| 18 | One Killer on Ice       | 23 gennaio 1965   |                 |                 |
| 19 | Chief Joseph            | 30 gennaio 1965   |                 |                 |
| 20 | Circus Trick            | 6 febbraio 1965   |                 |                 |
| 21 | Song for Dying          | 13 febbraio 1965  |                 |                 |
| 22 | Winner Take All         | 20 febbraio 1965  |                 |                 |
| 23 | Eliab's Aim             | 27 febbraio 1965  |                 |                 |
| 24 | Thursday's Child        | 6 marzo 1965      |                 |                 |
| 25 | Breckinridge            | 13 marzo 1965     |                 |                 |
| 26 | Bank Baby               | 20 marzo 1965     |                 |                 |
| 27 | The Lady                | 27 marzo 1965     |                 |                 |
| 28 | Dry Road to Nowhere     | 3 aprile 1965     |                 |                 |
| 29 | Twenty Miles from Dodge | 10 aprile 1965    |                 |                 |
| 30 | The Pariah              | 17 aprile 1965    |                 |                 |
| 31 | Gilt Guilt              | 24 aprile 1965    |                 |                 |
| 32 | Bad Lady from Brookline | 1º maggio 1965    |                 |                 |
| 33 | Two Tall Men            | 8 maggio 1965     |                 |                 |
| 34 | Honey Pot               | 15 maggio 1965    |                 |                 |
| 35 | The New Society         | 22 maggio 1965    |                 |                 |
| 36 | He Who Steals           | 29 maggio 1965    |                 |                 |

## Blue Heaven
- Prima televisiva: 26 settembre 1964
- Diretto da: Michael O'Herlihy
- Scritto da: Les Crutchfield

### Trama
- Guest star: Karl Swenson (Tabe), Tim O'Connor (Kip Gilman), Eddie Hice (Duster), John McLiam (stalliere), Diane Ladd (Elena), Ernie Anderson (uomo), Kurt Russell (Packy Kerlin), Jan Merlin (Ed Sykes)

## Crooked Mile
- Prima televisiva: 3 ottobre 1964
- Diretto da: Andrew V. McLaglen
- Scritto da: Les Crutchfield

### Trama
- Guest star: George Kennedy (Cyrus Degler), Royal Dano (Praylie), Katharine Ross (Susan Degler)

## Old Man
- Prima televisiva: 10 ottobre 1964
- Diretto da: Harry Harris
- Scritto da: John Meston

### Trama
- Guest star: Bob Gravage (Hangman), Harry Bartell (sceriffo), Arthur Peterson (dottore), Al Schottelkotte (ufficiale pubblico), Robert Hogan (Danny Adams), Ned Glass (vecchio), Ed Peck (Joe Silva), Rayford Barnes (Harve Litton), Howard Wendell (giudice), Gilman Rankin (cameriere), Bryan O'Byrne (commesso), Glenn Strange (Sam Noonan)

## The Violators
- Prima televisiva: 17 ottobre 1964
- Diretto da: Harry Harris
- Scritto da: John Dunkel

### Trama
- Guest star: Amzie Strickland (Mrs. Hewitt), Michael Pate (Buffalo Calf), Arthur Batanides (Harv Foster), Garry Walberg (Willy Scroggs), Douglas Kennedy (Talbot), Denver Pyle (Caleb Nash), James Anderson (George Hewitt), Lee Phillip Bell (Mrs. Bell)

## Doctor's Wife
- Prima televisiva: 24 ottobre 1964
- Diretto da: Harry Harris
- Scritto da: George Eckstein

### Trama
- Guest star: Howard Culver (Howie Uzzell), Dorothy Neumann (anziana), Buck Young (Carney), Jewel Jaffe (Martha Lou), Phyllis Love (Jennifer May), James Broderick (dottor Wesley May), Harold Gould (Hadley Boake), Anne Barton (Mrs. Boake), Helen Kleeb (Mrs. Gort), James Nusser (Louie Pheeters), Robert Biheller (Jared), Glenn Strange (Sam Noonan)

## Take Her, She's Cheap
- Prima televisiva: 31 ottobre 1964
- Diretto da: Harry Harris
- Scritto da: Kathleen Hite

### Trama
- Guest star: Harry Dean Stanton (Rainey Carp), Willard Sage (Mel Billings), Glenn Strange (Sam), Mort Mills (Loren Billings), Lauri Peters (Allie Carp), Malcolm Atterbury (Duggan Carp), Linda Watkins (Ma Carp), Ray Lane (uomo)

## Help Me Kitty
- Prima televisiva: 7 novembre 1964
- Diretto da: Harry Harris
- Scritto da: Kathleen Hite

### Trama
- Guest star: Burt Douglas (Ed), Joe Conley (Carl), Howard Culver (Howie Uzzell), Peggy Stewart (Nettie Farmer), Jack Elam (Specter), Betty Conner (Hope Farmer), James Frawley (Furnas), Larry J. Blake (Stagecoach Passenger), Glenn Strange (Sam Noonan)

## Hung High
- Prima televisiva: 14 novembre 1964
- Diretto da: Mark Rydell
- Scritto da: John Meston

### Trama
- Guest star: Michael Conrad (Dick Corwin), Elisha Cook, Jr. (George), Clegg Hoyt (stalliere), Harold Stone (Jim Downey), Scott Marlowe (Tony Serpa), George Lindsey (Bud), Edward Asner (sergente Wilks), Robert Culp (Joe Costa), Steven Marlo

## Jonah Hutchinson
- Prima televisiva: 21 novembre 1964
- Diretto da: Harry Harris
- Scritto da: Calvin Clements Sr.

### Trama
- Guest star: Glenn Strange (Sam Noonan), Charles Seel (Joe Gorth), Jason Johnson (rancher), Rocky Shahan (conducente della diligenza), Richard Anderson (Samuel Hutchinson), Robert F. Simon (Jonah Hutchinson), June Dayton (Phoebe Hutchinson), Thomas Alexander (Franklin Hutchinson), Claude Johnson (Aaron Hutchinson), David Macklin (Steven Hutchinson), Roy Barcroft (Roy), William Fawcett (Dan Lefferts), Jacques Shelton (Rider)

## Big Man, Big Target
- Prima televisiva: 28 novembre 1964
- Diretto da: Michael O'Herlihy
- Scritto da: John Mantley

### Trama
- Guest star: Frank Ferguson (Enoch Miller), John McLiam (Delphes), Mike Road (Joe Merchant), Glenn Strange (Sam Noonan), J. D. Cannon (Pike Beechum), Harry Lauter (Leach), Mariette Hartley (Ellie Merchant)

## Chicken
- Prima televisiva: 5 dicembre 1964
- Diretto da: Andrew V. McLaglen
- Scritto da: John Meston

### Trama
- Guest star: Roy Barcroft (Roy), Chubby Johnson (Harve Rogers), John Pickard (Phelps), Michael Keep (Willis), Gigi Perreau (Lucy Benton), Glenn Corbett (Dan Collins), John Lupton (Carl Benton), L. Q. Jones (Jim Brady), Lane Chandler (Wes Morgan), Dave Willock (Becker), Lane Bradford (Hal Davis), Bob Steele (Coe)

## Innocence
- Prima televisiva: 12 dicembre 1964
- Diretto da: Harry Harris
- Scritto da: John Meston

### Trama
- Guest star: Lee Krieger (Carl Beck), Jason Evers (Charlie Ross), Jacques Shelton (Joe Rogers), Ric Roman (Sims), Michael Forest (Bob Sullins), Claude Akins (Art McClain), Bethel Leslie (Elsa Poe), Don Brice (cowboy)

## Aunt Thede
- Prima televisiva: 19 dicembre 1964
- Diretto da: Sutton Roley
- Scritto da: Kathleen Hite

### Trama
- Guest star: Dyan Cannon (Ivy Norton), Jeanette Nolan (zia Thede), Hap Glaudi (cittadino), James Stacy (George Rider), Howard McNear (Howard), Frank Cady (Webb Norton), Jenny Lee Arness (Laurie)

## Hammerhead
- Prima televisiva: 26 dicembre 1964
- Diretto da: Christian Nyby
- Scritto da: Antony Ellis

### Trama
- Guest star: Chuck Hayward (mandriano), Dan White (assistente/ addetto), Tom Richards (Gambler), Hal Needham (scagnozzo), John Fiedler (Fitch Tallman), Arch Johnson (Big Jim Ponder), Linda Foster (Carrie Ponder), Chubby Johnson (Wohaw Simmons), Don Briggs (Deggers), William Henry (Feeney), Pete Dunn (Squatty Reynolds), Ray Hemphill (Tom), Bill Catching (Stomp), Gene Redfern (Gambler)

## Double Entry
- Prima televisiva: 2 gennaio 1965
- Diretto da: Joseph Sargent
- Scritto da: Les Crutchfield

### Trama
- Guest star: Fred Coby (Wagoneer), Glenn Strange (Sam Noonan), Cyril Delevanti (Jake Bookly), Rudy Sooter (Fiddler), Roy Roberts (Mr.Botkin), Forrest Tucker (Brad McClain), Mel Gallagher (Yuma Joe), Nora Marlowe (Stagecoach Passenger), Lew Brown (Pete Elder), Hal Needham (Charlie)

## Run, Sheep, Run
- Prima televisiva: 9 gennaio 1965
- Diretto da: Harry Harris
- Scritto da: John Meston

### Trama
- Guest star: Arthur Malet (Cox), Anne Barton (Beth Miller), Davey Davison (Mary Stocker), George Keymas (Harry Crane), Ted Knight (Bill Miller), Burt Brinckerhoff (Tom Stocker), James Nusser (Louie Pheeters), Tom Fadden (Lem Hudley), Peter Whitney (Dan Braden)

## Deputy Festus
- Prima televisiva: 16 gennaio 1965
- Diretto da: Harry Harris
- Scritto da: Calvin Clements Sr.

### Trama
- Guest star: Carl Reindel (Dave Carson), Royal Dano (Lambert Haggen), Glenn Strange (Sam Noonan), Ken Mayer (Tiplett), Denver Pyle (Claudius), Don Beddoe (Halligan), Shug Fisher (Emery Haggen), Bill Zuckert (Mr. Jacobsen), Michel Petit (Glen), Harold Ensley (cameriere)

## One Killer on Ice
- Prima televisiva: 23 gennaio 1965
- Diretto da: Joseph H. Lewis
- Scritto da: Richard Carr

### Trama
- Guest star: Eddie Hice (Frank), Glenn Strange (Sam Noonan), Anne Helm (Helena Dales), Dennis Hopper (Billy Kimbo), John Drew Barrymore (Anderson), Richard Carlyle (Carl), Philip Coolidge (Owney Dales)

## Chief Joseph
- Prima televisiva: 30 gennaio 1965
- Diretto da: Mark Rydell
- Soggetto di: Thomas Warner

### Trama
- Guest star: Leonard Stone (Wiley), Dennis Cross (Three Hand), Joe Maross (Charlie Britton), Howard Culver (Howie Uzzell), Victor Jory (capo Joseph), Robert Loggia (tenente Cal Tripp), Michael Keep (Yellow Bear), Willard Sage (Corly Watts)

## Circus Trick
- Prima televisiva: 6 febbraio 1965
- Diretto da: William F. Claxton
- Scritto da: Les Crutchfield

### Trama
- Guest star: Ken Scott (Big Eddie), Isabel Jewell (Mme. Ahr), Glenn Strange (Sam Noonan), Roy Barcroft (Roy), Roy Roberts (Mr.Botkin), Walter Burke (Hieronymus P. 'Harry' Elko), Elizabeth MacRae (April Clomley), Warren Oates (Speeler), Angelo Rossitto (Billy)

## Song for Dying
- Prima televisiva: 13 febbraio 1965
- Diretto da: Allen Reisner
- Scritto da: Harry Kronman

### Trama
- Guest star: Russell Thorson (Mace), Roger Ewing (Ben Lukens), Glenn Strange (Sam Noonan), Sheldon Allman (Cory Lukens), Lee Majors (Dave Lukens), Robert F. Simon (Will Lukens), Theodore Bikel (Martin Kellums), Ford Rainey (Hode Embry)

## Winner Take All
- Prima televisiva: 20 febbraio 1965
- Diretto da: Vincent McEveety
- Scritto da: Les Crutchfield

### Trama
- Guest star: H. M. Wynant (Relko), Margaret Blye (Karen), Nestor Paiva (barista), Allen Jaffe (bandito), Tom Simcox (Curly Renner), John Milford (Pinto Renner), Ralph J. Rowe (stalliere)

## Eliab's Aim
- Prima televisiva: 27 febbraio 1965
- Diretto da: Richard C. Sarafian
- Scritto da: Will Corry

### Trama
- Guest star: Glenn Strange (Sam Noonan), Gregg Palmer (Jake Craig), Larry Barton (cittadino), Hank Patterson (Hank Miller), James Hampton (Eliab Haggen), Don Kelly (commerciante), Dee J. Thompson (Pearl Winton)

## Thursday's Child
- Prima televisiva: 6 marzo 1965
- Diretto da: Joseph H. Lewis
- Scritto da: Robert Lewin

### Trama
- Guest star: Hank Patterson (Hank Miller), Roy Barcroft (Roy), Glenn Strange (Sam Noonan), Suzanne Benoit (Amy Blane), Scott Marlowe (Lon Blane), Jean Arthur (Julie Blane), Joe Raciti (Vardis), Fred Coby (Clint Marston)

## Breckinridge
- Prima televisiva: 13 marzo 1965
- Diretto da: Vincent McEveety
- Scritto da: Les Crutchfield

### Trama
- Guest star: Howard Culver (Howie Uzzell), Dorothy Neumann (donna), Ben Cooper (Breck Taylor), Jack Perkins (Bully), John Warburton (giudice Danby), Elisha Cook, Jr. (Jocko Beal), Glenn Strange (Sam Noonan), Hank Patterson (Hank Miller), Harry Harvey (vecchio), Robert Sorrells (Sled Grady)

## Bank Baby
- Prima televisiva: 20 marzo 1965
- Diretto da: Andrew V. McLaglen
- Scritto da: John Meston

### Trama
- Guest star: Hampton Fancher (Milton Clum), Virginia Christine (Bess Clum), William Boyett (Harry), Harry Carey, Jr. (Jim Fisher), Roy Roberts (Mr. Botkin), Jacques Aubuchon (Bert Clum), Gail Kobe (Grace Fisher), Cliff Ketchum (Teller)

## The Lady
- Prima televisiva: 27 marzo 1965
- Diretto da: Mark Rydell
- Scritto da: John Mantley

### Trama
- Guest star: Glenn Strange (Sam Noonan), Hank Patterson (Hank Miller), R. G. Armstrong (Jud Briar), James Nusser (Louie Pheeters), Michael Forest (Ray Pate), Clifton James (Sam Hare), Eileen Heckart (Hattie Silks), Walter Sande (Charlie), Katharine Ross (Liz Beaumont)

## Dry Road to Nowhere
- Prima televisiva: 3 aprile 1965
- Diretto da: Vincent McEveety
- Scritto da: Harry Kronman

### Trama
- Guest star: Glenn Strange (Sam Noonan), James Nusser (Louie Pheeters), Julie Sommars (Bess Campbell), Howard Culver (Howie Uzzell), Read Morgan (Pete Moreland), John Saxon (Dingo Tebbetts), James Whitmore (Amos Campbell), L. Q. Jones (Wally)

## Twenty Miles from Dodge
- Prima televisiva: 10 aprile 1965
- Diretto da: Mark Rydell
- Scritto da: Clyde Ware

### Trama
- Guest star: Tony Haig (Johnny Hutton), Aneta Corsaut (Eleanor Starkey), Gerald S. O'Loughlin (Grant Shay), William Fawcett (Bert Fraley), Noam Pitlik (Dobbs), Stafford Repp (Otie Schaffer), Darren McGavin (Will Helmick), Everett Sloane (Mr. Follansbee), Val Avery (Dorner)

## The Pariah
- Prima televisiva: 17 aprile 1965
- Diretto da: Harry Harris
- Scritto da: Calvin Clements Sr.

### Trama
- Guest star: Don Keefer (Newspaper Editor), Lee Van Cleef (John Hooker), Donald Losby (Thomas Scanzano), Glenn Strange (Sam Noonan), John Dehner (Paolo Scanzano), Steve Ihnat (Ben Hooker), Tom Reese (Wayne Hooker), Ilka Windish (Rosita Scanzano)

## Gilt Guilt
- Prima televisiva: 24 aprile 1965
- Diretto da: Harry Harris
- Scritto da: Kathleen Hite

### Trama
- Guest star: Peter Brooks (Sully Rice), Andrew Duggan (John Crail), James Nusser (Louie Pheeters), William Boyett (Jake Worth), William Phipps (Drifter), Jan Clayton (Mary Rice), Roy Barcroft (Roy)

## Bad Lady from Brookline
- Prima televisiva: 1º maggio 1965
- Diretto da: Michael O'Herlihy
- Scritto da: Gustave Field

### Trama
- Guest star: Jan Peters (Curley), Ollie O'Toole (Herb), Eddie Hice (cowboy), Glenn Strange (Sam Noonan), Claude Akins (Sy Sherne), Betty Hutton (Molly McConnell), John Hubbard (LaFarge), Jonathan Kidd (Harper), Billy Bowles (Willie McConnell), Tom McCauley (Ben)

## Two Tall Men
- Prima televisiva: 8 maggio 1965
- Diretto da: Vincent McEveety
- Scritto da: Frank Q. Dobbs, Bob Stewart

### Trama
- Guest star: Maurice McEndree (giornalista), Jay Ripley (Ned Moore), Glenn Strange (Sam Noonan), Preston Pierce (Tommy), George Lindsey (Billy Yeager), Harry Townes (Abihu Howell), Ben Cooper (Breck Taylor)

## Honey Pot
- Prima televisiva: 15 maggio 1965
- Diretto da: Vincent McEveety
- Scritto da: Clyde Ware

### Trama
- Guest star: Roy Barcroft (Roy), Hank Patterson (Hank Miller), Glenn Strange (Sam Noonan), Charles Maxwell (Hy Evers), John Crawford (Hal Biggs), Rory Calhoun (Ben Stack), Dick Wessel (Sol Durham), Harry Bartell (James Riley), Harry Lauter (Gregory Bellow), Joanna Moore (Honey Dare)

## The New Society
- Prima televisiva: 22 maggio 1965
- Diretto da: Joseph Sargent
- Scritto da: Calvin Clements Sr.

### Trama
- Guest star: Fred Coby (Sy), Victor Izay (Depositor), Jack Weston (Wesley), Jeremy Slate (Tom Scanlon), James Gregory (John Scanlon), Richard X. Slattery (Coor), Sandy Kenyon (Bennings), Lew Brown (Eli Wall), Ian Wolfe (vecchio Wall), Elizabeth Perry (Vera Scanlon), Dennis Cross (Aaron), Garry Walberg (Roy), Linda James (Sue Ann)

## He Who Steals
- Prima televisiva: 29 maggio 1965
- Diretto da: Harry Harris
- Scritto da: John Meston

### Trama
- Guest star: Harold Stone (Jeff Sutro), Glenn Strange (Sam Noonan), Larry Ward (Sid Perce), Len Wayland (Jim Donner), George Lindsey (Billy), Russ Tamblyn (Billy Waters), Roger Torrey (Steve Hays), Lane Bradford (Dan O'Hare), Will J. White (Beckett), James Nusser (Louie Pheeters), Stanley Adams (Charlie Rath)